# Oeax lichenea
Oeax lichenea là một loài bọ cánh cứng trong họ Cerambycidae.